# Hynek I. Suchý Čert z Kunštátu a Jevišovic
Hynek I. Suchý Čert z Kunštátu a Jevišovic († asi 1408) byl moravský šlechtic z rodu pánů z Kunštátu, který jako válečník i jako loupeživý rytíř proslul v době moravských markraběcích válek.
Jeho otcem byl Sezema II. z Jevišovic, majitel jevišovického panství. První písemná zmínka o bratrech Hynkovi a Jindřichovi z Jevišovic pochází z 1385 v souvislosti s věnem, které přiznali své matce Elišce, která již byla čtyři roky vdovou. Je zřejmé, že oba bratři již byli v té době dospělí. Další písemná zmínka o Hynkovi pochází z roku 1390, tedy z doby, kdy se Morava stala dějištěm markraběcích válek, které byly doprovázeny vzájemným napadáním znepřátelených šlechticů, ničením jejich majetku, stejně jako okrádáním kupců i cestujících měšťanů. Hynek, který se těchto bojů i těchto loupežných akcí účastnil, dostal hrozivou přezdívku Suchý Čert. Poprvé se s tímto přídomkem uvádí v souvislosti s přepadením pohraničního rakouského hradu Weikertschlag roku 1401. V této době byl Hynek nějakou dobu straníkem moravského mladšího markraběte Prokopa Lucemburského. Ten ho jmenoval purkrabím znojemského hradu. Hynek též obdržel do zástavy hrad Rabštejn.
V roce 1401 táhl k Německému Brodu a roku 1402 do Rakous. Další Hynkovy nájezdy do Rakous se opakovaly po zajetí českého krále Václava IV., který byl internován ve Vídni. Rakouský vévoda Albrecht ztratil s Hynkovým počínáním trpělivost, ovšem ke koordinované akci s uherským králem Zikmundem Lucemburským došlo až po útěku krále Václava IV. z vídeňského vězení. 7. července 1404 přitáhlo ke Znojmu zhruba 12 tisíc Albrechtových vojáků, k nimž se zanedlouho přidalo přibližně stejné množství vojska Zikmunda Lucemburského. Hynek však o tažení předem věděl, takže znojemská posádka byla posílena o vojska jeho přítele Jana Sokola z Lamberka, k nimž přibyly družiny Voka IV. z Holštejna a Jana z Raussenpruku. Obléhání proběhlo neúspěšně a v táboře obléhatelů vypukla navíc úplavice. Albrecht IV. Rakouský a Zikmund Lucemburský byli buď otráveni, nebo těžce onemocněli. Zatímco prvně jmenovaný zemřel, Zikmund se díky drastické léčbě z onemocnění vyléčil. Vojska tedy musela obléhání zanechat.
Hynek i nadále prováděl loupežné akce, které se však králi Václavovi IV. přestávaly líbit. Změnu situace znamenal králův smír s bratrancem, moravským markrabětem Joštem Lucemburským, stejně jako náhlá smrt markraběte Prokopa, Hynkova spojence. V březnu roku 1407 dal král Václav IV. Hynka po nějaké loupežné akci zatknout a uvěznit. V květnu však byl již Hynek volný, ovšem ochuravěl a naposledy se uvádí v prosinci roku 1407. Zemřel patrně na počátku roku 1408.
Hynek, řečený Suchý Čert, zemřel bez potomků. Jeho majetek na Jevišovicích přešel na synovce Jana, který též získal přezdívku Suchý Čert. Ta pak zůstala v rodě po něm ještě další dvě pokolení.

## V populární kultuře
Postava Hynka Suchého Čerta z Kunštátu a Jevišovic se objevila ve hře Kingdom Come: Deliverance II.